# Carlsfeld (Eibenstock)
Carlsfeld ist ein Ortsteil der sächsischen Stadt Eibenstock im Erzgebirgskreis.

## Geografische Lage und Klima

### Lage

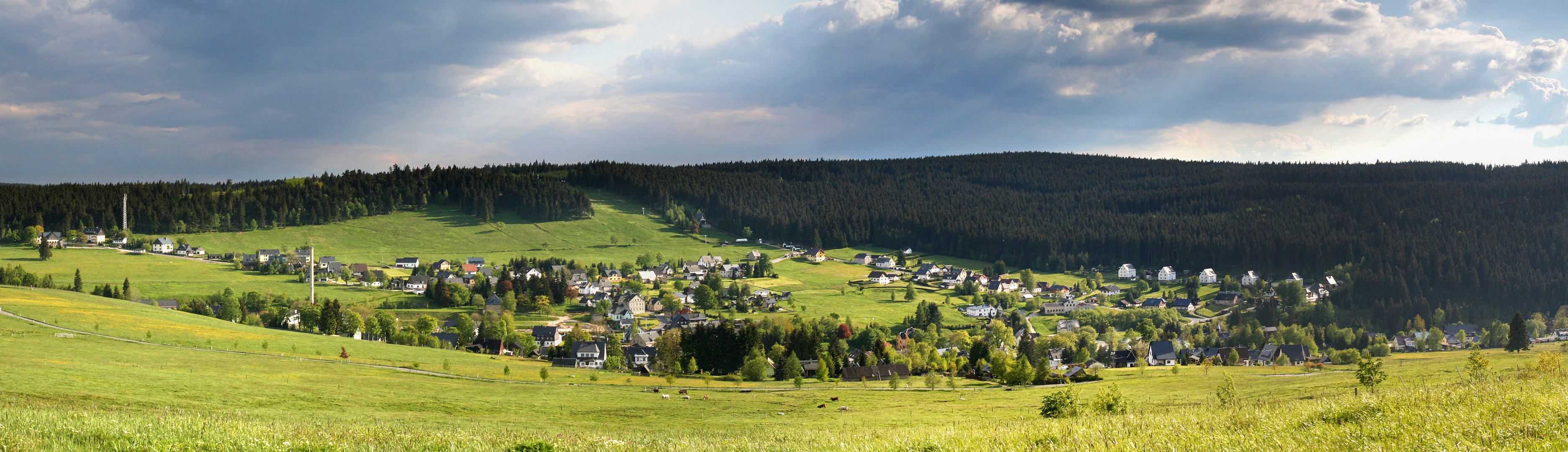
Blick auf Carlsfeld im Frühjahr 2006

Carlsfeld liegt im oberen Erzgebirge unweit der Grenze zu Tschechien in einer Höhenlage von etwa 850 m. Nach der Naturraumkarte von Sachsen gehört es zur Mikrogeochore „Carlsfelder Wilzsch-Tal“ und ist Teil der Mesogeochore „Eibenstocker Bergrücken“. Der Ort ist rings von Fichtenwäldern umgeben, durch die die Staatsstraße 276 von Wildenthal nach Wilzschhaus führt, unterhalb von Carlsfeld im Tal der Wilzsch bis zu deren Mündung in die Zwickauer Mulde verlaufend und in Wilzschhaus die Bundesstraße 283 erreichend.

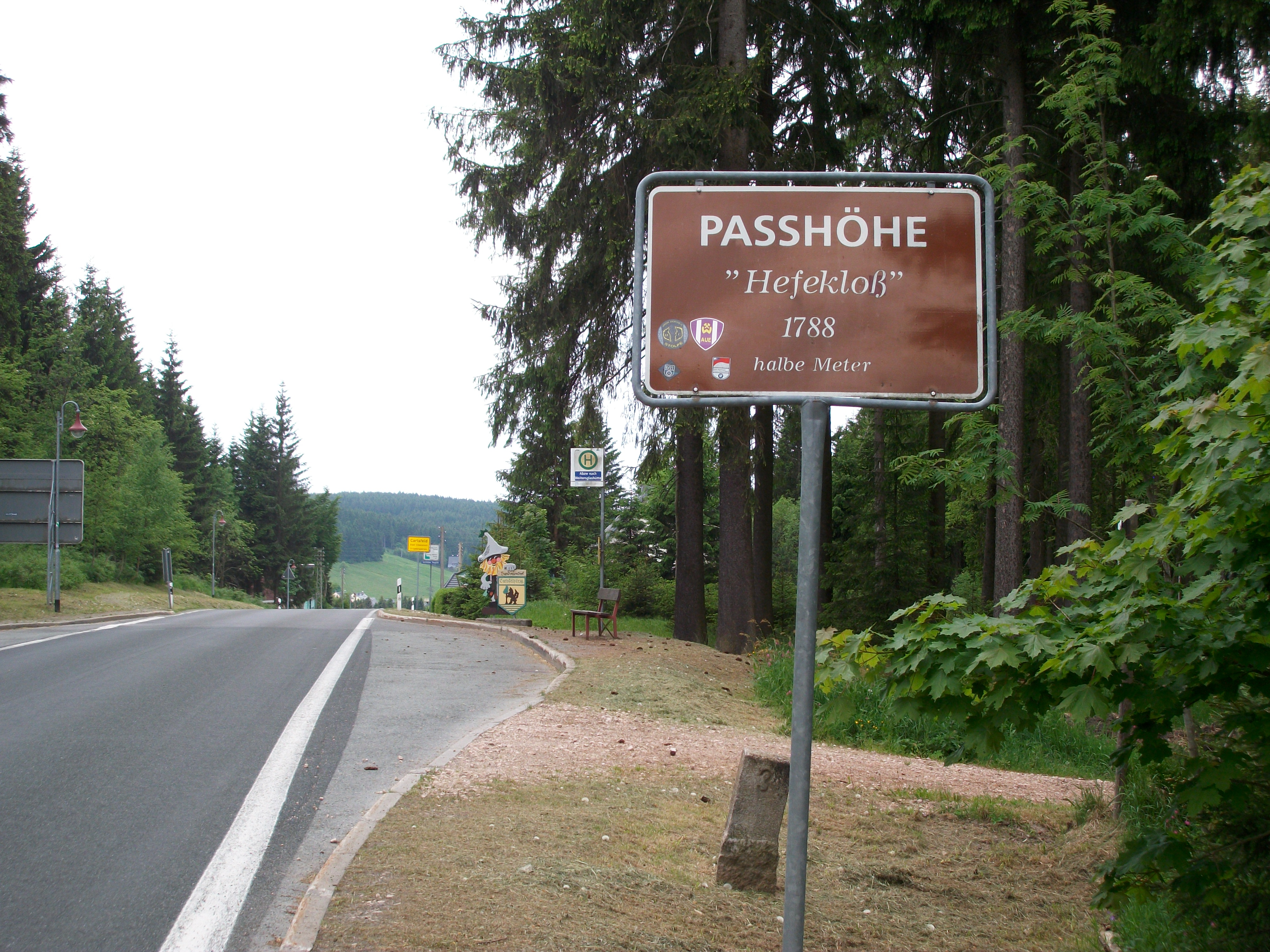
Passhöhe „Hefekloß“ in Carlsfeld

### Gemeindegliederung
Neben dem Hauptort Carlsfeld gehören noch der Ortsteil Weitersglashütte und die Siedlungen Blechhammer, Wilzschmühle und Neues Wiesenhaus im Tal der Wilzsch zum Ort. Die Häuser der ehemaligen Siedlung Weiterswiese mussten Ende der 1920er Jahre dem Bau der Talsperre Weiterswiese weichen.

### Nachbarorte
| Wilzschhaus  | Eibenstock                                  | Wildenthal       |
| Morgenröthe  | Kompassrose, die auf Nachbargemeinden zeigt | Weitersglashütte |
| Sachsengrund | Weiterswiese                                | Jelení           |

### Klima
Die Carlsfelder Hochfläche gehört mit 4,8–5,1 °C im Jahresdurchschnitt zu den kältesten Teilen des Westerzgebirges.
Die sommerlichen Durchschnittstemperaturen im Zeitraum von 1961 bis 1990 betrugen 11,3 °C im Juni, 12,8 °C im Juli und 12,5 °C im August. Aufgrund des Klimawandels stiegen die Durchschnittstemperaturen auf 12,1 °C im Juni, 14,2 °C im Juli und 14,0 °C im August (bezogen auf die Jahre 1981 bis 2010). Diese Werte ermittelte der Deutsche Wetterdienst an seiner automatischen Wetterstation Carlsfeld, die oberhalb des bebauten Ortes auf 897 Metern Höhe liegt. Damit ist Carlsfeld, bezüglich der Mittelwerte der aktuellen Stationsstandorte (2012) des Deutschen Wetterdienstes, die Ortschaft mit der tiefsten Durchschnittstemperatur in den Sommermonaten.
Das raue Klima war einer der Gründe, Carlsfeld zum Sächsischen Sibirien zu zählen.

## Geschichte

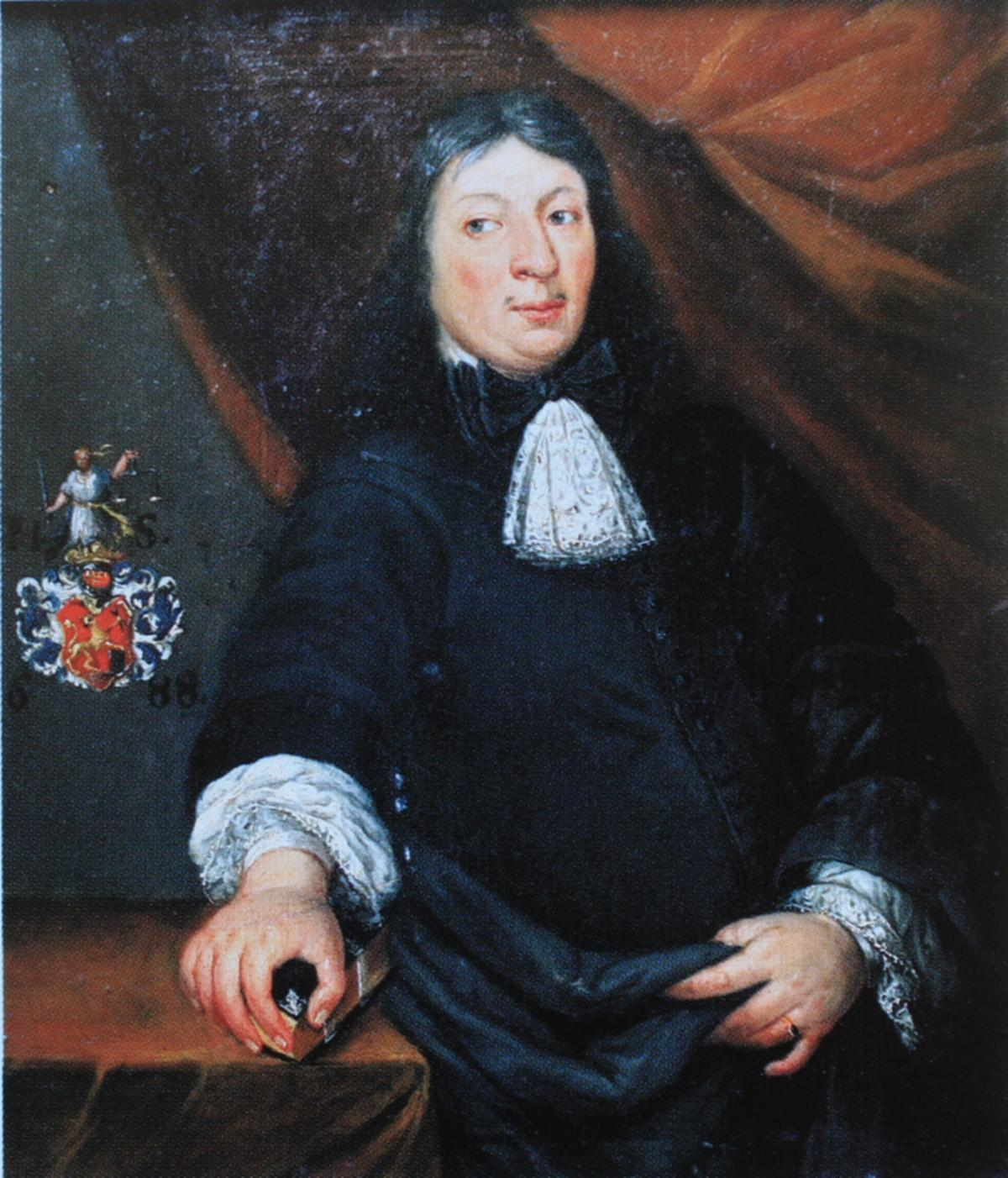
Ortsgründer Veit Hans Schnorr von Carolsfeld (1688)

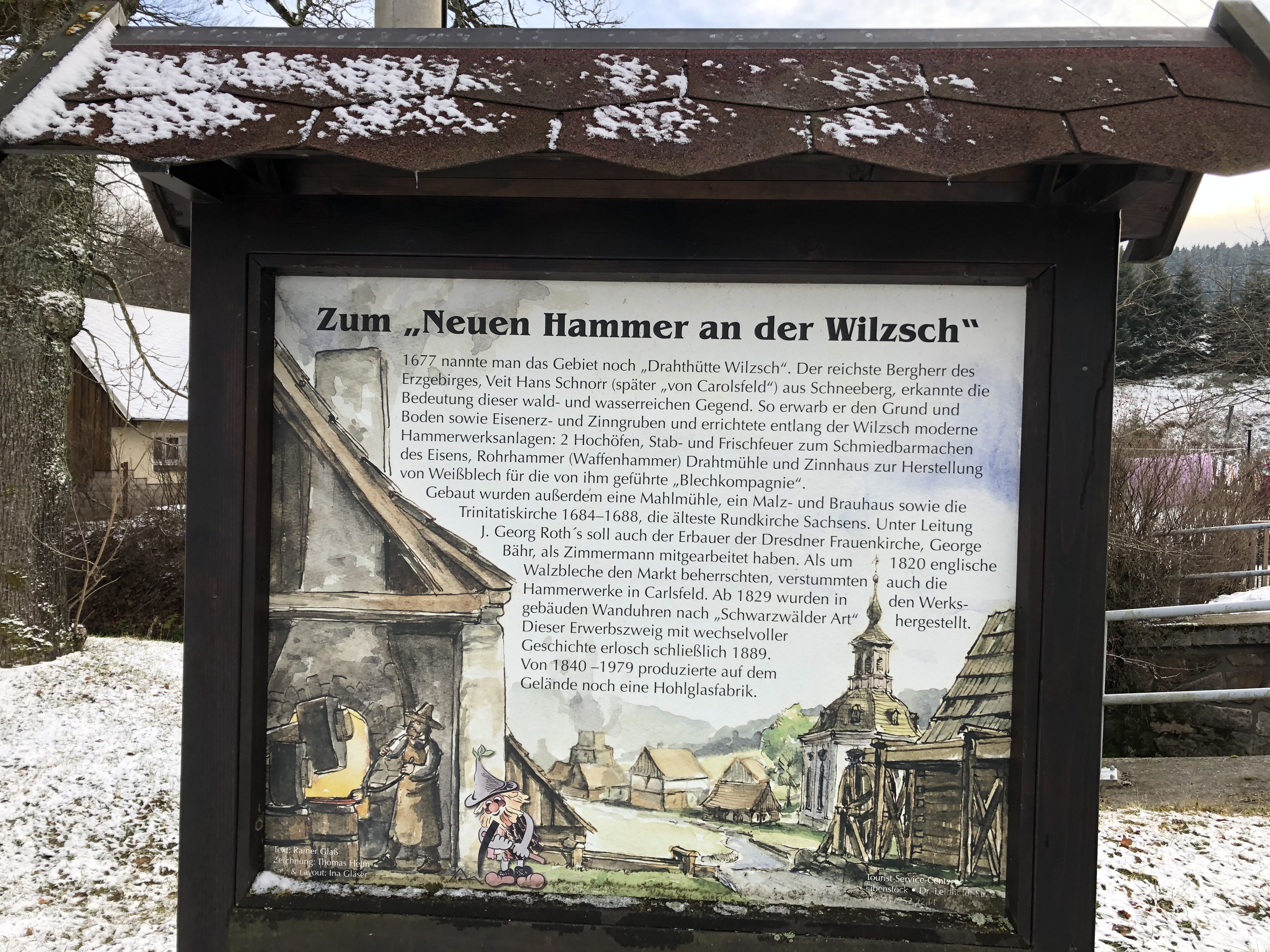
Infotafel zur Gründung von Carlsfeld

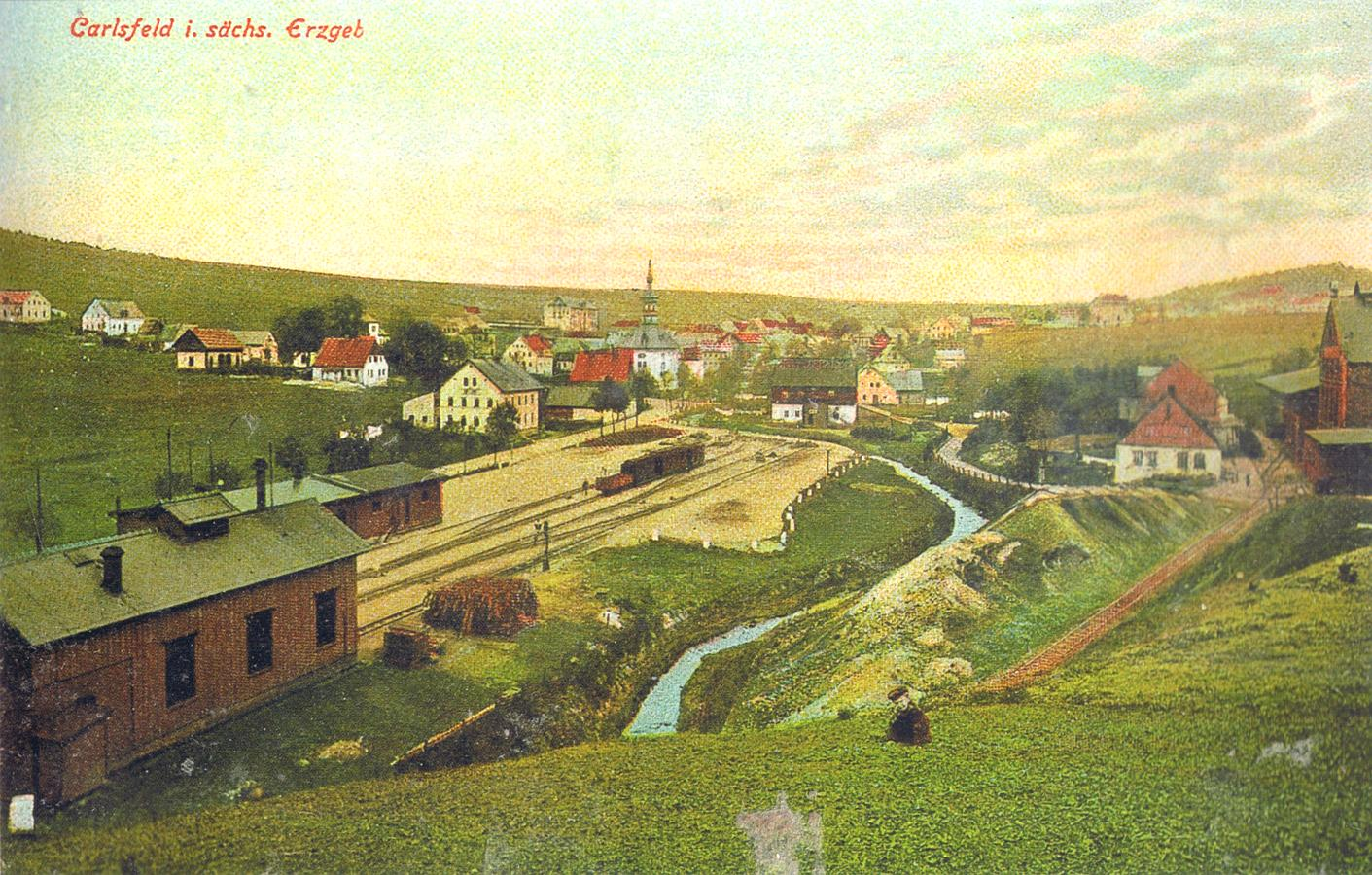
Ortsansicht um 1900 mit Bahnhof und Glashütte

### Ortsgründung im 17. Jahrhundert
Der Ort entstand auf Veranlassung des Ratsherrn Veit Hans Schnorr aus Schneeberg im Jahr 1677 unweit der bereits vorhandenen Weitersglashütte. Dieser hatte hier entlang des Flüsschens Wilzsch Grund und Boden sowie Eisenerz- und Zinngruben gekauft. Zur Weiterverarbeitung ließ Schnorr Hammerwerke errichten, die unter anderem ausgestattet waren mit zwei Hochöfen, Stab- und Frischfeuer zur Schmiedbarmachung des Eisens, einem Rohrhammer, einer Drahtmühle und einem Zinnhaus. Die Anlagen produzierten vor allem Weißbleche, die europaweit verkauft werden konnten. Erstes Wohnhaus am Ort war das des Hammerherren Schnorr. In ihm fanden anfangs bis zum Bau der Carlsfelder Kirche Messen und Andachten statt. Für seine Arbeiter ließ er entsprechend den ihm verliehenen Privilegien eine Mahlmühle sowie ein Malz- und Brauhaus bauen.
Schnorr betrieb auch ein Gasthaus, den Grünen Baum. Er stiftete den Kirchenbau samt Pfarrhaus und ein 1688 errichtetes Schulgebäude.
Bis 1688 gehörte der nach seinem Gründer benannte Ort Carlsfeld zur Parochie Schönheide, danach wurde die Kirche eigenständig. Die Kirchgemeinde Carlsfeld vereinigte sich 1998 mit der Kirchgemeinde Eibenstock zur evangelisch-lutherischen Kirchgemeinde Eibenstock-Carlsfeld.

### Entwicklung im 19. Jahrhundert

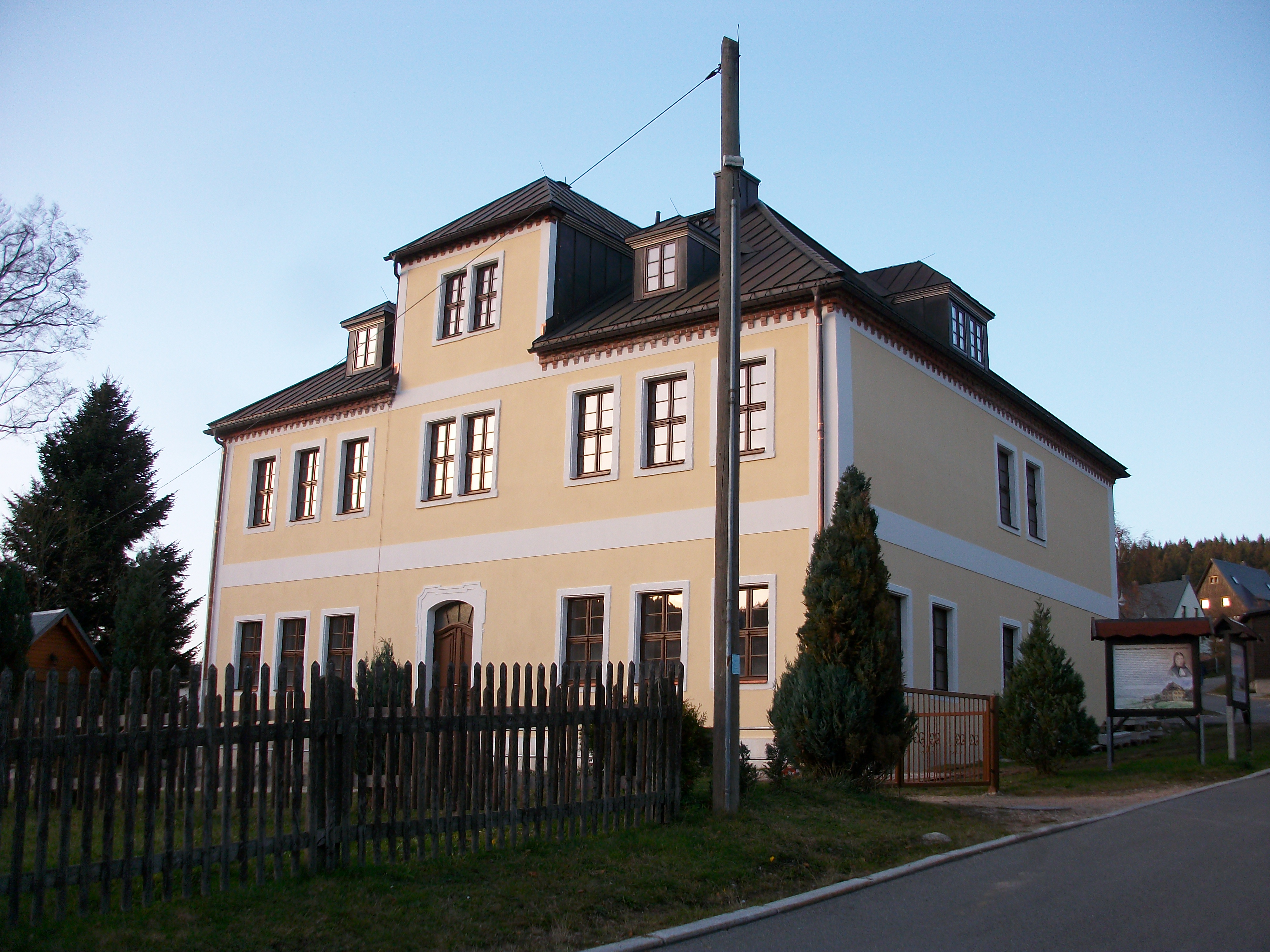
Schnorrsches Hammerherrenhaus in Carlsfeld

1803 erwarb Conrad Ludwig Jähring von Waldungen aus Greiz gemeinsam mit einem Partner aus Schleiz das Hammerwerk Carlsfeld und Weitersglashütte. Aufgrund von Zahlungsschwierigkeiten fand am 21. Oktober 1811 im Gerichtsamt Schneeberg die öffentliche Versteigerung des Hammerwerks Carlsfeld und des dazugehörigen Fleckens Carlsfeld und der Weitersglashütte statt.
August Schumann schrieb 1817 im Staats-, Post- und Zeitungslexikon von Sachsen Carlsfeld betreffend u. a.:

„Der Ort hat mit Ausschluß der einzelnen Waldhäuser und Werke, 65 Häuser und über 800 Einwohner. Das hiesige Hammergut und Hammerwerk wurde von Veit Hans Schnorr angelegt, der im J. 1678 von Johann Georg III. das Privilegium erhielt. Hierauf wurde wegen der sich ansiedelnden böhmischen Exulanten im J. 1680 ein Gericht oder ein Dingstuhl mit Erbgerichten angelegt, […]“
 „Das hiesige Hammerwerk, zu welchem auch die ½ Stunde entfernt gelegene Weiters Glashütte, und ein beträchtliches Wald-Revier gehören, bestehet aus einem Hohofen, 2 Frischfeuern, 2 Blechfeuern, einem Zainhammer, und Privilegien zu Schaufel- und Waffenhammer, Eisen- und Messingdraht-Werken, Papiermühle etc. Außerdem stehen ihm die Erbgerichte über den Ort und die genannte Glashütte, auch das Patronatrecht zu.“

Albert Schiffner ergänzte 1830:

„Es giebt hier 2 Mahlmühlen und 1 Schneidemühle. Das Hammerw. hat auch Mittel- und Niederjagd, Brauerei, Teich- u. wilde Fischerei, Concession auf Ziegel- und Kalkbrennerei.“

Über die Erwerbszweige der Bevölkerung ist bei Schumann Folgendes nachzulesen:

„Die Gegend von Carlsfeld wird von vielen das sächsische Sibirien genennt und ist allerdings rauh und unfruchtbar. […] Hier giebt es also noch keinen Getreidebau, doch sind seit mehreren Jahren Erdäpfel mit Erfolg angebaut worden, nur kann wegen Mangel an Raum nicht der zehnte Theil des Bedürfnisses erzeugt werden. Die Einwohner treiben inzwischen gute Viehzucht, und ihre Nahrung fließt außerdem theils vom hiesigen Eisenhammer, und dem damit verknüpften Bergbau, theils vom Spitzenklöppeln, Petinetnähen (Durchbrüche im Warenbild) und dem Betrieb verschiedener Handwerker. In 9 Nagelschmidtswerkstätten arbeiten immer über 20 Menschen; auch findet man hier geschickte Tischler und andere Handwerker, welche eine gemeinschaftliche Innung bilden.“

Schiffner ergänzte hierzu 1830:

„Sonderbar dabei, daß nach mehrfachen Spuren u. besond. nach ausgegrab. Feldgeräthen, der Feldbau bis zum 30jähr. Kriege nicht unbedeutend gewesen seyn kann 1 […]. Seit einigen J. baut man auch Halmfrüchte.“

Mit dem Aufkommen billiger Weißbleche aus England wurde der Hammerwerksbetrieb nach 1820 aufgegeben. Stattdessen begann in Carlsfeld die Glasherstellung. Auf dem Gelände des Neuen Hammers wurde noch bis zum Jahr 1979 eine Hohlglasfabrik betrieben. Die ersten Odol-Flaschen mit ihrem markanten Design wurden in Millionen Stück im Glaswerk in Carlsfeld produziert. Exponate dieser Flaschen sind heute im Glashüttenmuseum des Erzgebirges in Neuhausen/Erzgeb. zu sehen.
Uhrenherstellung

In den Gebäuden des früheren Hammerwerkes wurde um 1829 mit dem Bau von Wanduhren nach Schwarzwälder Art begonnen. Zu Beginn der Produktion waren Uhrmacher aus dem Schwarzwald angeworben worden. Hugo von Bose berichtet in seinem Handbuch der Geographie, Statistik und Topographie des Königreichs Sachsen im Jahr 1847:

„Diese Unternehmung wurde 1829 von einigen Menschenfreunden zur Abhilfe der großen Armuth, welche unter den meisten Bewohnern des im „Sächsischen Sibirien“ gelegenen Dorfes Carlsfeld herrscht, begründet […] Die hohe Staatsregierung trat mit einem Darlehen von 2000 Thlr. ein, welche bereits bis auf 700 Thlr. wieder zurückgezahlt worden sind. Die Fabrik beschäftigt 45 Personen, wovon 42 im Fabrikgebäude wohnen und vollständig unterhalten werden. Die Fabrik hat […] circa 40 Sorten“, die sich „durch Güte, Genauigkeit, Dauer, Geschmack und Eleganz sich ganz besonders auszeichnen und den Schwarzwälder weit vorstehen, was durch die große silberne Medaille anerkannt wurde. Es werden jährlich in Carlsfeld mehr denn 7000 Stück Wanduhren gefertigt. Möge in keiner sächsischen Haushaltung eine Carlsfelder Wanduhr fehlen.“

Schon im Wirtschaftsjahr 1841/42 wurden um 7.000 Uhren hergestellt. Später folgten Turm- und Bahnhofsuhren. Im letzten Drittel des 19. Jahrhunderts begann der Niedergang der Uhrenfabrikation. 1866 berichtet die Handelskammer Plauen über eine ungünstige Entwicklung, die auch auf die Konkurrenz durch unerlaubtes Hausieren zurückgeführt wurde, obwohl den Carlsfeldern selbst der Direktvertrieb durch Hausieren erlaubt worden war. 1884 wurde die Produktion noch von den drei Firmen W. Lorenz, H. Lorenz und K. Glöckner mit zusammen 14 bis 15 Arbeitern betrieben.

### Carlsfeld bis 1990

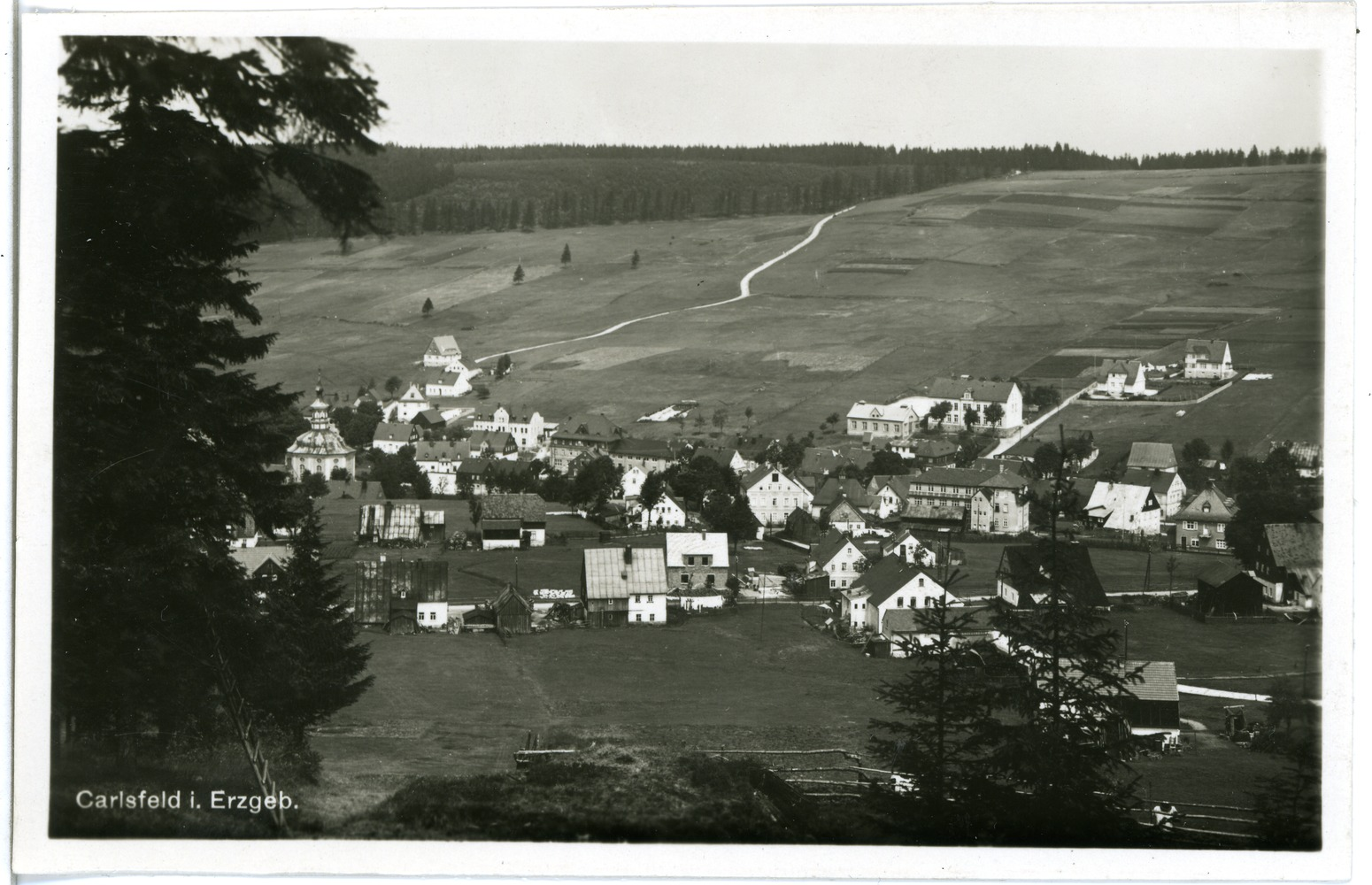
Carlsfeld (1930)

Am 7. August 1908 überschwemmte der durch Carlsfeld fließende Wilzschbach große Teile des Ortes. Dieses Hochwasser war das Ergebnis eines dreitägigen ununterbrochenen Regens, das einige Häuser schwer beschädigte. Für die Regulierung des Wassers und zum Hochwasserschutz beschloss das Gemeindeamt zusammen mit der sächsischen Landesregierung, eine Talsperre zu bauen. So wurden die acht Häuser von Weiterswiese abgerissen und in den Jahren 1926–1929 die Talsperre Carlsfeld gebaut.
Während des Ersten Weltkrieges kamen viele Betriebe zum Erliegen oder wurden mit wenigen Arbeitskräften weitergeführt. Die Produktion ging entsprechend zurück – gleiches galt für die Zeit des Zweiten Weltkriegs. Nach dem Zweiten Weltkrieg wurden von der SDAG Wismut hunderte Kumpel in Carlsfeld einquartiert und für einige Jahre dort ansässig.
In der DDR-Zeit wurden die Kleinbauern des Ortes unter Führung der SED zur Gründung einer Landwirtschaftlichen Produktionsgenossenschaft (LPG) aufgefordert. Ab 1952 erfolgte zunächst die gemeinsame Hühnerhaltung, 1954 wurde ein Schweinestall und 1958 ein Rinderstall für 65 Tiere errichtet.
Vom 21. Juni 1897 bis zum 14. Juli 1967 war Carlsfeld Endpunkt der Schmalspurbahn Wilkau-Haßlau–Carlsfeld. Neben dem Bahnhof Carlsfeld gab es auf dem Gemeindegebiet noch die Betriebsstellen Blechhammer, Wilzschmühle und Wiesenhaus im Tal der Wilzsch.

### Nach 1990
Die Wende führte zur Wiedergründung des Freistaats Sachsen, zur Reprivatisierung von landwirtschaftlichen Betrieben und zu völlig neuen Verwaltungsstrukturen. So wurde Carlsfeld am 1. April 1997 nach Eibenstock eingemeindet. Am 23. Mai 1997 erhielt Carlsfeld das Prädikat „staatlich anerkannter Erholungsort“.

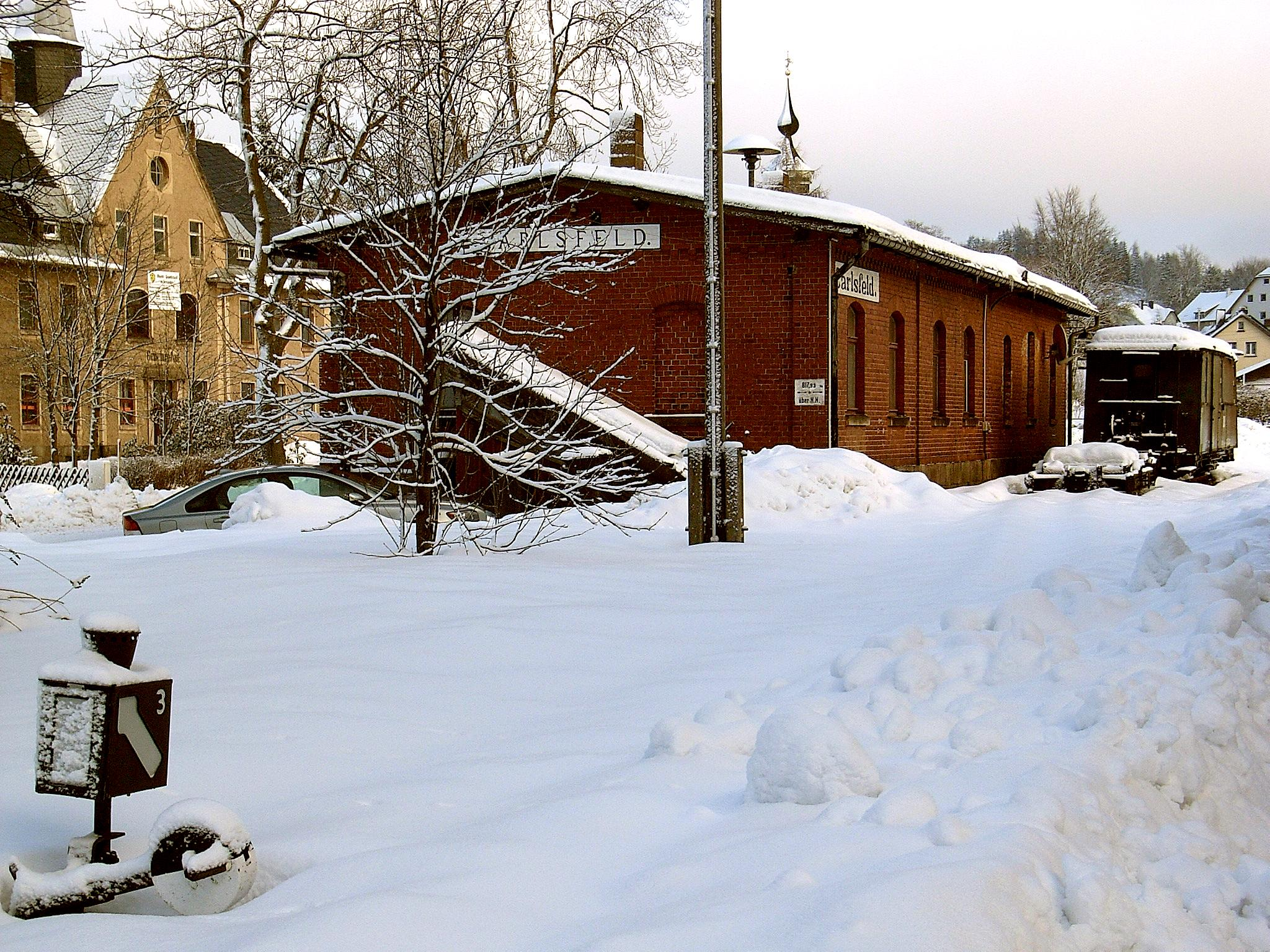
Museumsbahnhof Carlsfeld, ganz links ist das abgerissene Gemeindeamt

Der Förderverein Historische Westsächsische Eisenbahnen (FHWE) rekonstruierte den alten Lokschuppen und das ehemalige Bahnhofsgebäude. Gemeinsam mit der Stadt Eibenstock erfolgte im Rahmen eines Förderprojektes der Europäischen Union bis 2004 der Umbau des ehemaligen Bahnhofsgeländes und umliegender Flächen zum Ortsmittelpunkt.
Außerdem wurden die Gleisanlagen wiederaufgebaut, sodass in Carlsfeld nun ein kleiner Museumsbahnhof an die ehemalige Schmalspurbahn erinnert. Der Verein veranstaltet mit Gastfahrzeugen gelegentlich Fahrten für Eisenbahnfreunde.
Auf dem Grundstück des 2014 abgerissenen Gemeindeamts entstand 2015 ein neues Depot der Freiwilligen Feuerwehr. Im Zuge der außergewöhnlichen Schneefälle in Mitteleuropa im Januar 2019 war auch Carlsfeld zeitweise von der Außenwelt abgeschnitten.

### Entwicklung der Einwohnerzahl
| Jahr | Einwohnerzahl     |
| ---- | ----------------- |
| 1791 | 0067 Feuerstätten |
| 1834 | 0958              |
| 1871 | 1.277             |
| 1890 | 1.628             |
| 1910 | 1.788             |

| Jahr | Einwohnerzahl |
| ---- | ------------- |
| 1946 | 1.622         |
| 1925 | 1.750         |
| 1939 | 1.603         |
| 1950 | 2.232         |
| 1964 | 1.490         |

| Jahr | Einwohnerzahl |
| ---- | ------------- |
| 1990 | 1.119         |
| 2011 | 0710          |
| 2017 | 0694          |

## Wirtschaft und Infrastruktur

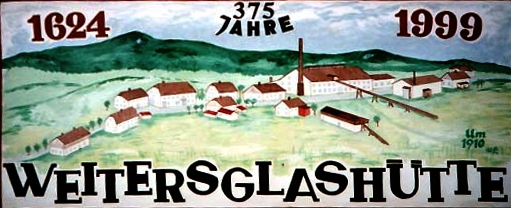
Gemälde der Weitersglashütte um 1910

### Glashütte
Im Jahre 1840 gründete der Fabrikant Karl Friedrich Hermann Rockstroh die Glashütten-Werke Carlsfeld G.m.b.H., die 1870 von Arno von Vultejus übernommen wurden. Dieser errichtete ein zweites Werk mit einem zweiten Ofen und vergrößerte die Glasschleiferei. Etwa 80 Arbeiter wurden beschäftigt. 1887 übernahm L. Friedrich die Werke, der auch die Umstellung von Holz- auf Gasfeuerung einführte. Die Glasschleiferei wurde ein weiteres Mal erweitert und fortan mit Dampfkraft betrieben, die Zahl der Beschäftigten stieg auf 200. Hervorgehoben war die Fabrikation von Milchglas. 1907 wurde schließlich ein drittes Werk errichtet, die Arbeiterzahl stieg auf 270. Außer der Dampfkraft wurde die Fabrik mit Elektrizität aus eigener Zentrale betrieben. Die Jahresproduktion umfasste ca. 18 Millionen Glaserzeugnisse. Das Absatzgebiet der rund 4000 verschiedenen Flakons umfasste neben ganz Europa insbesondere Brasilien, Argentinien, Mexiko und Indien. Zum Kernwerk gehörten eine mechanische Werkstatt zur Fertigung von Formen, Werkzeugen und weiteren Utensilien. Das Unternehmen besaß und unterhielt eine Krankenkasse, eine Sparkasse sowie Arbeiterwohnhäuser.
Nach Konkurs der Glashütte in Weitersglashütte wurde diese 1913 dem Werk in Carlsfeld angeschlossen und weiterbetrieben. Nach dem Ersten Weltkrieg wurde die Produktion in Weitersglashütte eingestellt. Im Jahr 1930 ersetzten Halbautomaten im hiesigen Glaswerk alle Fertigungsstationen; 1933 wurde die erste Schmelzwanne installiert.
In den 1970er Jahren wurde das Werk verstaatlicht und 1973 dem VEB Glaswerk Olbernhau angegliedert. Am 29. Oktober 1979 wurde die Produktion von gebogenem Wirtschaftsglas in einem neuen Betrieb mit moderner Werkhalle und einem Sozial- und Bürogebäude in Carlsfeld aufgenommen. Der Betrieb produzierte zum größten Teil für den Export. Nach der Wende wurde das Glaswerk Olbernhau 1992 reprivatisiert. Da weltweit gleichzeitig die Nachfrage nach geschliffenem und Dekorglas stark zurückging, kam die Glasproduktion in Carlsfeld zum Erliegen.

### Musikinstrumentenbau

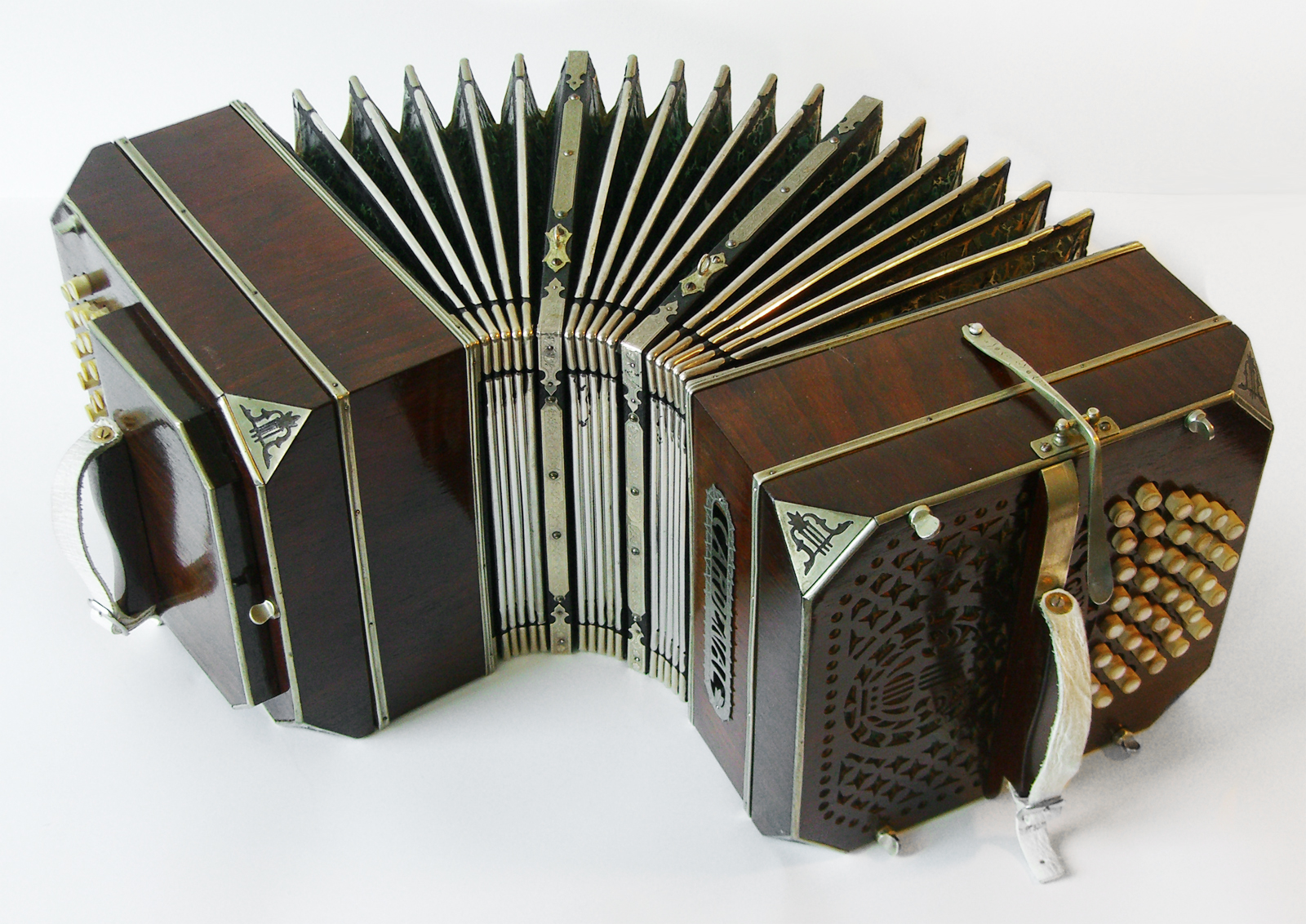
Bandoneon Cardenal (ELA, vor 1939)

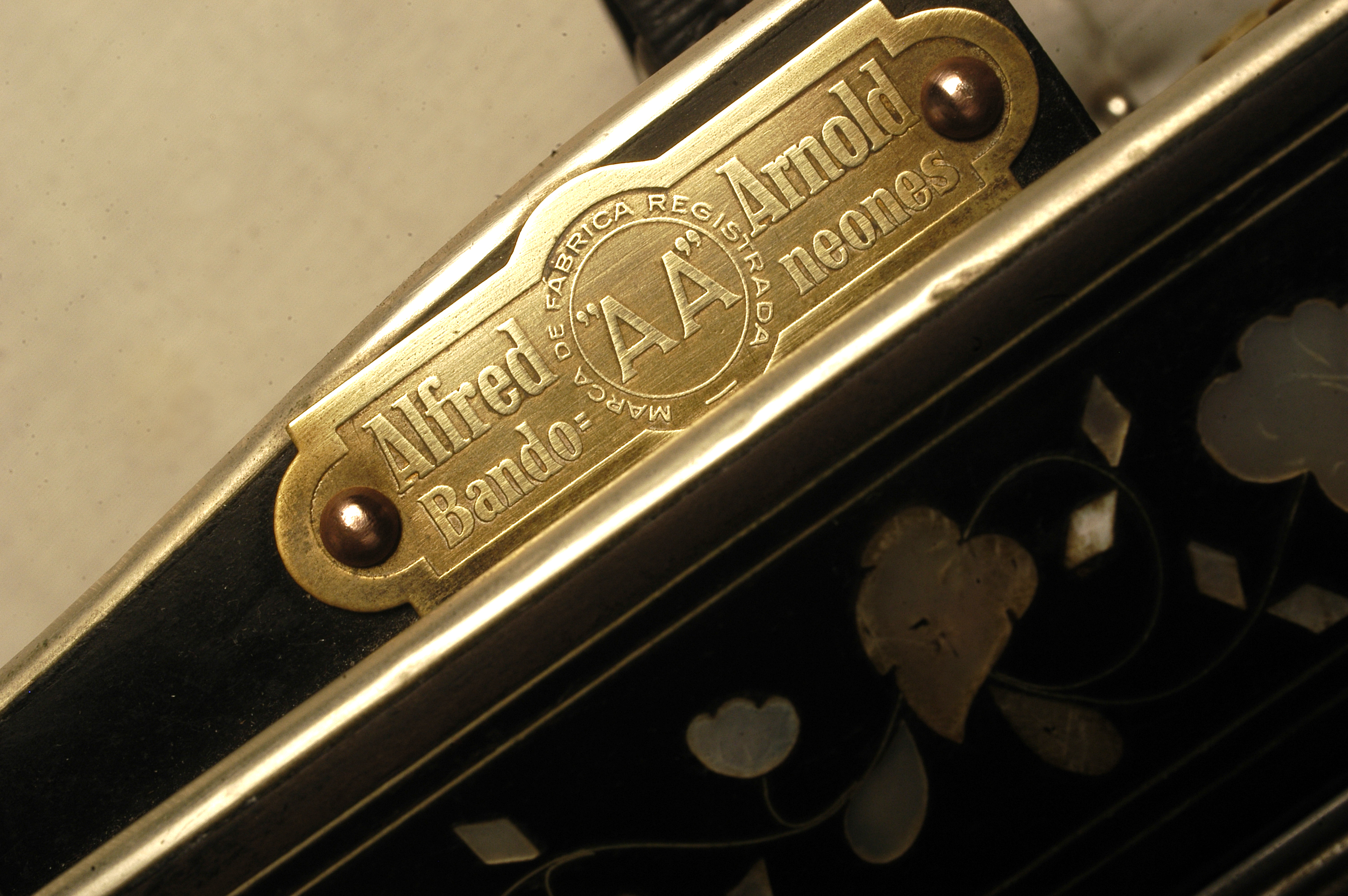
Detail Bandonion AA

Noch heute gilt Carlsfeld weltweit als die Geburtsstätte des Bandonions und pflegt rege musikalische Kontakte nach Argentinien, dabei ist der eigentliche Namensgeber und Erfinder der Musikalienhändler Heinrich Band (1821–1860) aus Krefeld. Hergestellt wurden die Instrumente aber vor allem in der Harmonikafabrik von Carl Friedrich Zimmermann, der 1847 mit der Fabrikation von Harmonikas begann. Er wanderte 1864 nach Amerika aus und verkaufte seine Fabrik seinem Werkmeister Ernst Louis Arnold.
1910 kam es mit zunehmender Mechanisierung zur Gründung der Harmonikafabrik von Alfred Arnold, der ein neues, modernes Fabrikgebäude errichten ließ. Die gefertigten Bandonions und Harmonikas wurden durch weltweiten Export international bekannt. Das Werk wurde nach 1945 verstaatlicht und 1959 mit dem VEB Klingenthaler Harmonikawerke zusammengelegt. Im Jahr 1964 wurde der Zweigbetrieb in Carlsfeld aufgegeben.
Der Tango Milonga Carlsfeld wurde vom in Buenos Aires geborenen argentinischen Maestro Juan Carlos Caviello komponiert und er übergab dessen Originalpartitur in Anerkennung der Bemühungen für den Erhalt des Bandonionspiels an den Fremdenverkehrsverein. Auf dem Gelände der ersten Harmonikafabrik Carlsfeld, in der ab 1847 die ersten Carlsfelder Harmonikas gebaut wurden und später die Firma Ernst Louis Arnold und Alfred Arnold produzierte, steht heute ein Bandonion-Gedenkstein. Seit 2007 gibt es wieder einen Meisterbetrieb für Handzuginstrumente im Ort, in dem Bandonions neugebaut und repariert werden. Im Frühjahr 2023 wurde auf dem Dorfplatz beim Carlsfelder Bahnhof ein XXL-Bandonion aufgestellt.

### Stickerei
1895 wurde in Carlsfeld die Stickerei Viktor Sommer gegründet. Anfangs wurden hauptsächlich Kleiderbesätze, Gürtel, Hüte und Seidenstickereien für die Textilindustrie angefertigt, später entstanden auch Fertigprodukte, wie Kissen, Decken und Wandbehänge. 1972 wurde der Betrieb volkseigen, nach 1990 wiederum reprivatisiert. Mittlerweile existiert die Stickerei nicht mehr.

### Weitere Industriebetriebe
1964 wurde der VEB Einspritzpumpenteilewerk Wolfspfütz neu eingerichtet, der Pumpenelemente für Dieselmotoren produzierte. Für die Produktion wurden die Räume der ehemaligen Bandonionfabrik genutzt. 1965 kam das Einspritzpumpenwerk unter die Führung des VEB Renak-Werke Reichenbach (Reichenbacher Naben- und Kupplungswerke). 1980/81 wurde eine neue Werkhalle errichtet. 1986 entstanden weitere Produktionshallen und ein Heizhaus. Ende 1988 wurde die Produktion in den neuen Hallen mit modernen Maschinen aufgenommen. Mit 285 Beschäftigten waren es etwa 60–70 Prozent der werktätigen Bevölkerung des Ortes. Das Renak-Werk wurde nach der Wende mangels Aufträgen geschlossen und die Immobilie von der Treuhand-Anstalt übernommen. 1993 bezogen ein Obst- und Gemüsehändler sowie ein Hersteller für Lebensmitteltechnik die 1988 errichteten Gebäude. Alle älteren Gebäude, auch die ehemalige Bandonionfabrik, wurden über die Jahre zurückgebaut.

### Verkehr
Carlsfeld wird von Nordwesten von der Staatsstraße 276 erschlossen, die von Wilzschhaus aus im Tal der Wilzsch verläuft. Des Weiteren gibt es Straßen, die über Wildenthal nach Johanngeorgenstadt und nach Eibenstock führen.

## Tourismus

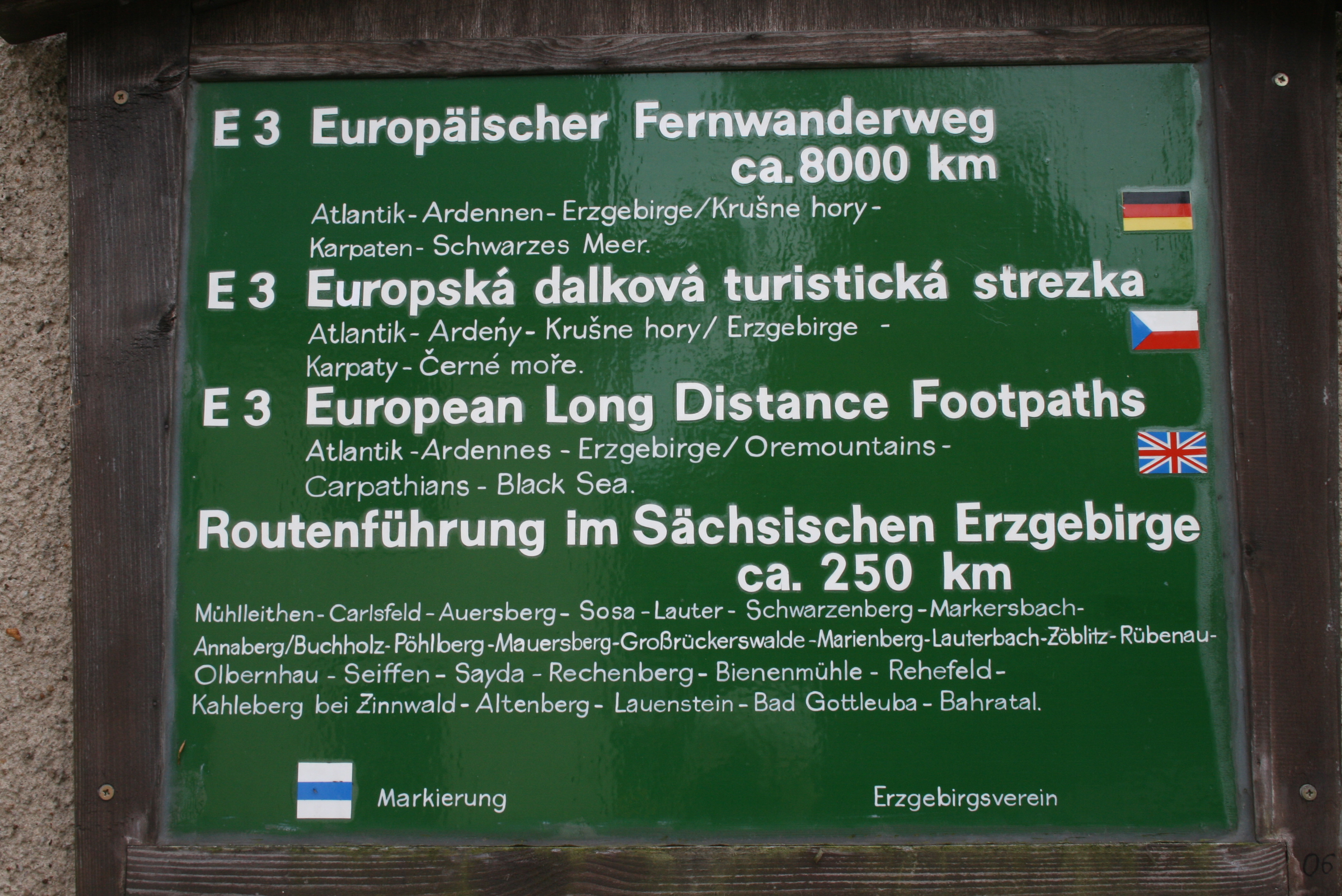
Wegweiser Europäischer Fernwanderweg E3

Sowohl Sommer- als auch Wintertourismus ist in Carlsfeld möglich. Durch hohe Lage ist vielfach Wintersport möglich, auch wegen einer Beschneiungsanlage, wenn in tiefer gelegenen Gebieten schon kein Schnee mehr liegt. Carlsfeld wirbt mit dem Slogan „Schneesicherster Ort im Erzgebirge 850 m“. Hotels, Pensionen und Ferienwohnungen sind auf Gäste eingestellt. Eine Reihe von gespurten Loipen machen Rundtouren möglich. An Carlsfeld führt die Kammloipe von Johanngeorgenstadt nach Schöneck vorbei. Die Weitwanderwege WDE (Weg der deutschen Einheit von Zittau nach Wernigerode), Erzgebirgskammweg und der Drei-Talsperren-Marathon-Weg führen durch Carlsfeld. Der WDE hat in diesem Gebiet die gleiche Wegführung wie der Europäische Fernwanderweg E3. Weitere markierte Wanderwege ins Vogtland, nach Eibenstock und nach Wildenthal und zum Auersberg sind vorhanden. Ein Bergbaulehrpfad führt vom Ortszentrum nach Norden und durch Wälder über Weitersglashütte an der Talsperre vorbei nach Carlsfeld zurück. Carlsfeld war zur DDR-Zeit ein Luftkurort. 2017 teilte das sächsische Umweltministerium mit, dass die Feinstaubbelastung in Carlsfeld am geringsten im Freistaat ist.

## Gedenkstätten
- Denkmale neben der Kirche

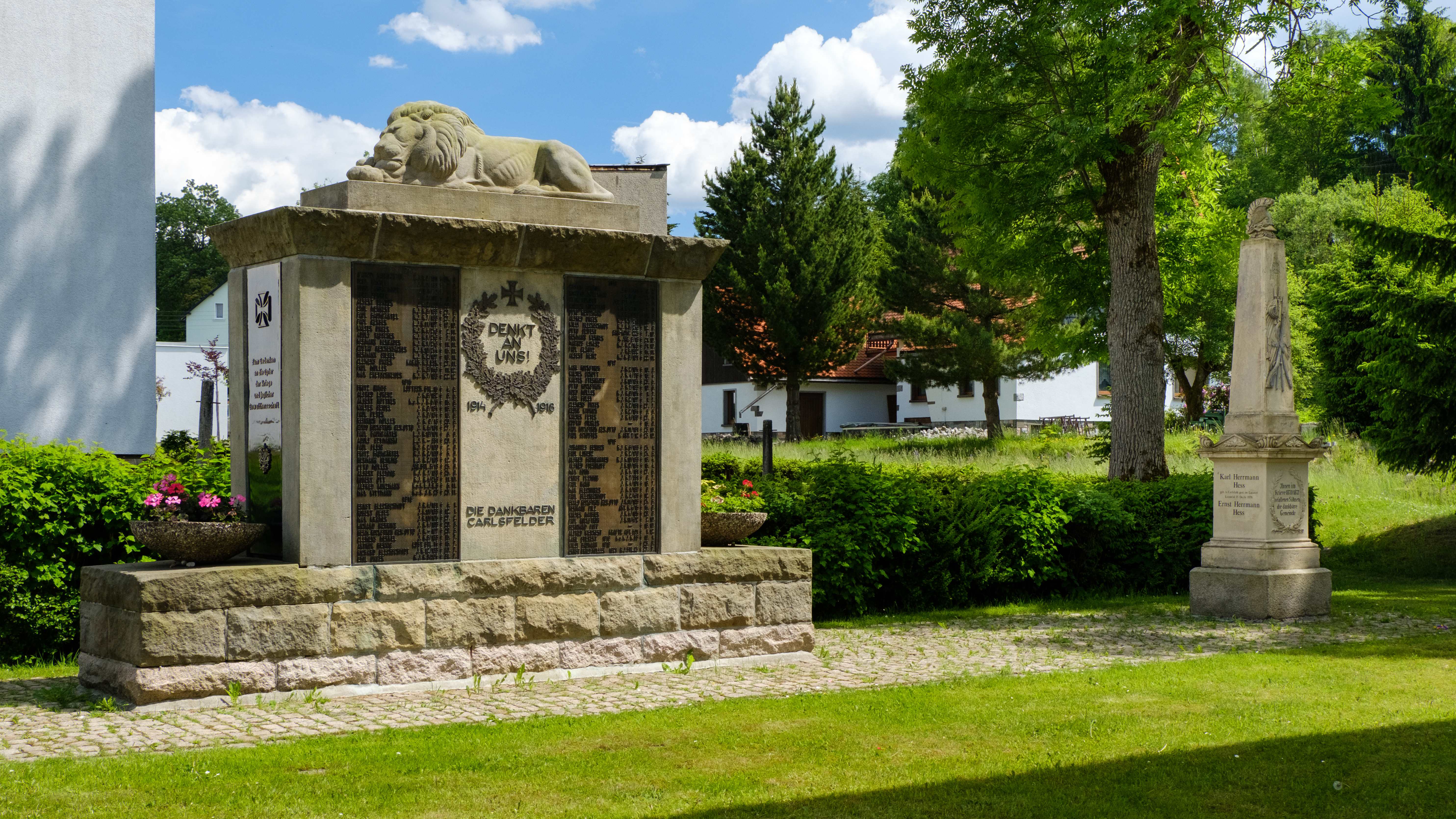
Denkmäler für Opfer des Deutsch-Französischen Krieges 1870/71 (Obelisk rechts) und der zwei Weltkriege. Inschrift links: Zum Gedenken an die Opfer der Kriege und jeglicher Gewaltherrschaft.

  - Obelisk für die Opfer des Deutsch-Französischen Krieges 1870/71.
  - für die in den Weltkriegen gestorbenen Einwohner Carlsfelds und die Opfer jeglicher Gewaltherrschaft.
- Grabstätten im Wald beim Ortsteil Neues Wiesenhaus für drei sowjetische KZ-Häftlinge eines Todesmarsches aus dem KZ-Außenlager Lengenfeld des KZ Flossenbürg, die von SS-Männern im April 1945 kurz vor dem Ende des Zweiten Weltkrieges ermordet wurden.[40]
- Außerdem wurde ein Denkmal für einen Soldaten der US-Armee (Liberty Convoy), der die deutschen Truppen in Carlsfeld 1945 zur Kapitulation brachte, errichtet. Es befindet sich am Haupteingang des Grünen Baums, des Gemeindehauses von Carlsfeld.

## Sehenswürdigkeiten (Auswahl)

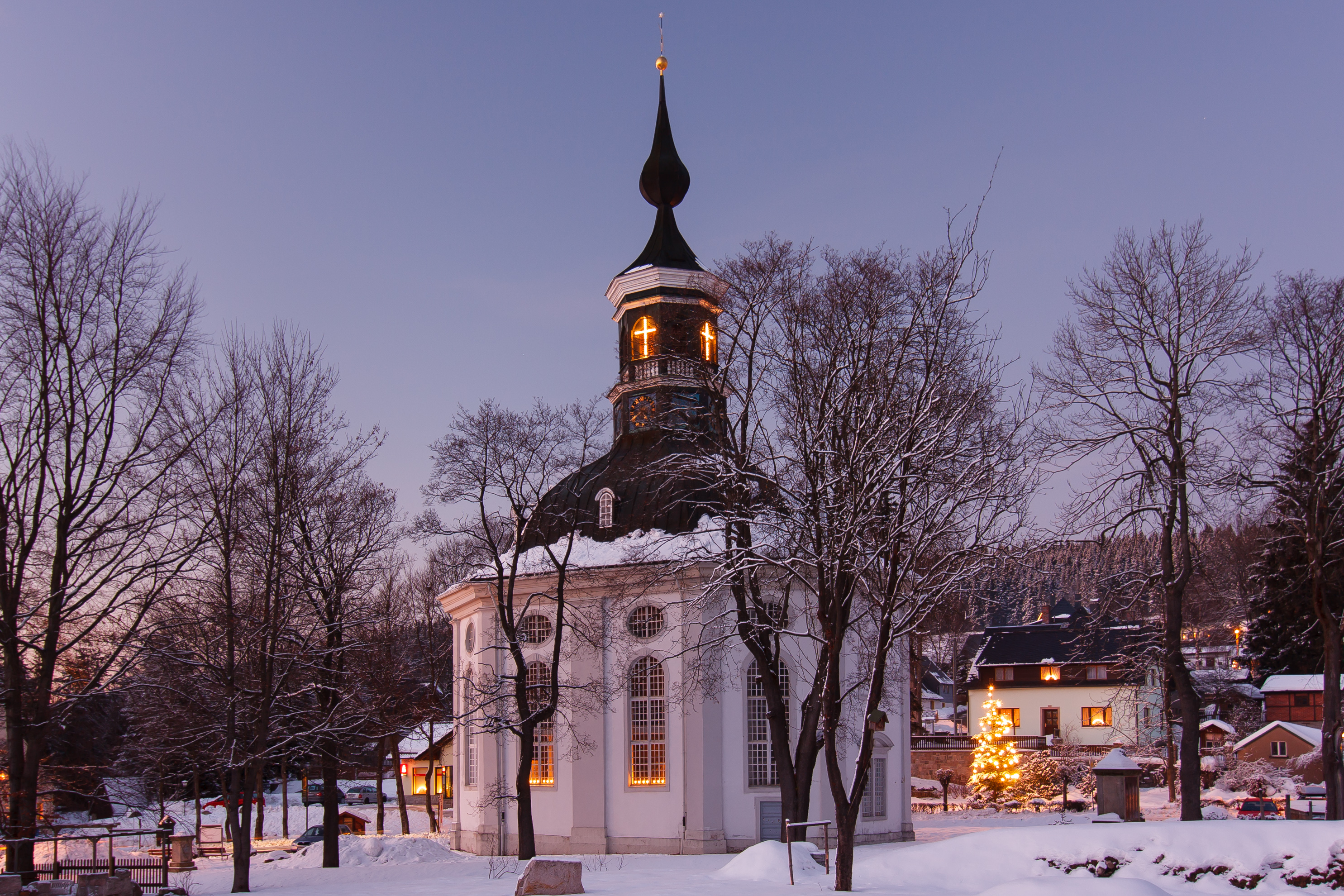
Evangelische Trinitatiskirche in Carlsfeld

- Evangelische Trinitatiskirche (Dreifaltigkeitskirche): bedeutender kleiner Zentralbau, gestiftet von Veit Hans Schnorr 1684–1688, errichtet nach einem Wolf Caspar von Klengel zugeschriebenen Entwurf. Älteste Vorform des später von George Bähr bevorzugten und weiterentwickelten Typus von Zentralbauten in Sachsen, Vorläufer der Dresdner Frauenkirche. Der Kanzelaltar von Johann Heinrich Böhme d. J. aus dem Jahre 1688 gilt als einer der frühesten und wertvollsten in Sachsen.
- Das Hammerherrenhaus Carlsfeld (Schnorrhaus) war das erste um 1680 bei der Ortsgründung von Carlsfeld erbaute Wohnhaus.[41][42]
- Die Talsperre Carlsfeld, auch Talsperre Weiterswiese genannt, ist die höchstgelegene Trinkwassertalsperre Sachsens. Sie wurde nach einem schweren Hochwasser der Wilzsch von 1926 bis 1929 erbaut und hat ein Stauvermögen von 3 Mio. Kubikmeter.
- Unweit der Talsperre, in unmittelbarer Nähe der Kammloipe, befindet sich das Naturschutzgebiet Großer Kranichsee, ein Gebiet von europaweiter Bedeutung.

## Persönlichkeiten

### In Carlsfeld geborene Persönlichkeiten
- Heinz Olbrich (1914–2009), Maler, Grafiker und Hochschullehrer
- Alfred Arnold, (1873–1933), Unternehmer

### Persönlichkeiten, die vor Ort gewirkt haben
- Veit Hans Schnorr von Carolsfeld (1644–1715), Hammer- und Blaufarbenherr in Sachsen
- Carl Friedrich Zimmermann (1817–1898), Instrumentenbauer
- Adolf Wichmann (1820–1866), Maler